# Jochem Smit
Jochem Smit is een Nederlandse (musical)acteur. Hij heeft een diploma muziektheater behaald aan Codarts in Rotterdam (2016).
Smit speelt in seizoen 12 van de televisieserie SpangaS (2018-2019) de rol van Alex van Waveren. Daarnaast heeft hij in verschillende musicals gespeeld, waaronder You're the Top, Rondom het Rembrandtplein en Het verzet kraakt. In de musical Razend (gebaseerd op het gelijknamige boek van Carry Slee) vertolkte hij de hoofdrol van Sven.
Hij won in 2019 de Musical Award voor Aanstormend talent.